# Démocratie combative
Le système politique de la République fédérale d'Allemagne est appelé par la Cour constitutionnelle fédérale une démocratie combative, capable de se défendre. Il protège l'ordre fondamental démocratique et libre (de) (FDGO). Il ne peut être abrogé légalement ou par des décisions majoritaires. Des actions préventives peuvent être prises contre personnes ou associations (partis, associations et organisations) anticonstitutionnelles avant qu'ils ne commettent des actes dirigés contre les FDGO.

## Histoire de l'idée
Les considérations de base pour un concept politique de « démocratie combative » étaient marquées par les juristes et sociologues allemands Karl Loewenstein (en), et Karl Mannheim (1943) qui vivaient en exil pendant le nazisme. En 1937, Loewenstein conçut le modèle de militant democracy (démocratie combative) dans le contexte des expériences vécues avec le national-socialisme. Les considérations de Karl Mannheim pour une démocratie planifiée reposaient avant tout sur son travail critique d'idéologie et ses analyses des crises d'une démocratie de masse (de) moderne.

## Définition basée sur les décisions de la Cour constitutionnelle fédérale
La légitimité du concept politique de la démocratie combative résulte des décisions de la Cour constitutionnelle fédérale concernant sa définition de l'inconstitutionnalité. Selon Gerob Neugebauer (de), le tribunal juge des actions « visant à, de manière agressive et planifiée, détruire la fonctionnalité de l'ordre fondamental démocratique libre, afin de l'éliminer finalement » comme inconstitutionnelles. Toutefois, le rejet de l'ordre fondamental démocratique libéral n'est pas inconstitutionnel : « Un parti n'est pas inconstitutionnel seulement parce qu'il ne reconnaît pas ces principes suprêmes d'une constitution démocratique libérale, les rejette, les remplace par d'autres. Il faut plutôt avoir une attitude activement combative et agressive à l'égard de l'ordre existant, il doit interférer délibérément avec le fonctionnement de cet ordre et, par la suite, vouloir l'éliminer ». 
Dans une décision de 1952, la Cour constitutionnelle fédérale a défini les critères essentiels de « l'ordre fondamental libre et démocratique ». Cet ordre exclut « toute pouvoir arbitraire » et constitue « un ordre d'État de droit fondée sur l'autodétermination du peuple, conformément à la volonté de la majorité respective, ainsi qu'à la liberté et à l'égalité ». Pour cet ordre, le tribunal définit des normes minimales, comme « le respect des droits de l'homme précisés dans la Loi fondamentale, en particulier le droit de l'individu à la vie et au libre épanouissement ; la souveraineté populaire ; la séparation des pouvoirs; la responsabilité des gouvernements ; la légalité de l'administration; l'indépendance des tribunaux ; le principe du multipartisme et l'égalité des chances pour tous les partis politiques avec le droit à la formation constitutionnelle et à l'exercice d'une opposition ».

## Causes historiques de la démocratie combative
Le 31 juillet 1919, le jour de l’adoption de sa constitution, le ministre de l'Intérieur, Eduard David (SPD), a décrit la République de Weimar comme « la démocratie la plus démocratique du monde ». Le président de l'Assemblée nationale, Constantin Fehrenbach (Parti du Centre), a qualifié les Allemands de « peuple le plus libre sur la planète ». Mais après la prise du pouvoir en 1933, l'Allemagne devint un État totalitaire. Une raison pour la possibilité de ce changement était que dans la constitution de Weimar, les décisions étaient soumises à la volonté de la majorité, et pas liées à des valeurs. En plus, il n'y avait que des lois positives et modifiables. C'est pourquoi Adolf Hitler pouvait également invoquer la liberté d'expression établie dans la Constitution de Weimar, qui a été abolie avec les autres libertés en 1933 par le décret de l'incendie du Reichstag. 
Dans la démocratie combative, la démocratie elle-même et ses éléments les plus importants ne sont plus mis en cause. Ils ne peuvent être abrogés, même à une large majorité. Une des raisons pour restreindre le principe de la majorité est d'empêcher, dans certains cas, qu'une majorité temporaire décide pour les générations futures. 

## Outils de la démocratie combative
La gestion de la démocratie combative peut nécessiter une restriction des droits fondamentaux. Le but est d'empêcher qu'une majorité établisse une dictature légalisée. Pour la défense de la FDGO et des droits de l'homme garantis par celle-ci, la Loi fondamentale donne notamment les moyens suivants : 
- Selon Art. 1 GG, la dignité humaine est inaliénable et les droits fondamentaux sont un droit directement applicable.
- Selon Art. 2 GG, le libre épanouissement de la personnalité est limité par le FDGO.
- Selon Art. 5 GG, la liberté d'enseignement et de la recherche n'exempte pas de la loyauté à la constitution.
- Des associations qui luttent contre la constitution sont interdites selon Art. 9 par. 2 GG. Contrairement à la formulation ambiguë, toutefois, pour des raisons de sécurité juridique, une ordonnance d'interdiction selon §  3 par. 1 loi d'association est nécessaire, de sorte que l'association n'est pas déjà interdite par la constitution.
- Une Confiscation de certains droits fondamentaux (art. 18 GG) peut être prononcé par la Cour constitutionnelle fédérale si ces droits fondamentaux sont abusés pour lutter contre la FDGO.

Des exemples sont : 
- liberté de la presse
- liberté de réunion
- liberté d'enseignement
- liberté d'association
- Secret du courrier, secret postal et secret des télécommunications
- Droit de propriété
- Droit d'asile
- Les droits fondamentaux ne peuvent plus être abrogés. Certains peuvent être limités par une loi protégeant FDGO, mais pas dans leur essence (art. 19 GG):
- Secret des postes et télécommunications
- Liberté de circulation
- Droit à l'inviolabilité du domicile
- Avec les lois d'exception, un droit de résistance pour protéger le FDGO est ajouté à l'art 20 GG.
- Une interdiction de parti (art. 21 par. 2 GG) ne peut être prononcé par la Cour constitutionnelle fédérale (privilège des partis) que s'il peut être prouvé à une partie que son but est d'éliminer la FDGO, ou de la compromettre.
- Une modification de la loi fondamentale exige une majorité de deux tiers au Bundesrat et au Bundestag, pas à rapport aux membres présents, mais à l'ensemble des députés. Un changement de la loi fondamentale est donc plus compliqué que dans la République de Weimar et nécessite un large consentement.
- Les dispositions liées à la prétendue clause d'éternité, déterminées par l'art. 79 par. 3 GG :
- Inviolabilité de la dignité humaine (art. 1 GG).
- L'immuabilité des cinq principes de structure d’État mentionnés dans l' art. 20 GG - démocratie, état de droit, État social, république et État fédérale.
- Selon Art. 87a par. 4 GG, la Bundeswehr peut être utilisée pour aider la police à protéger le FDGO.
- Selon Art. 91 GG chaque Land d'Allemagne peut solliciter des forces de police d’autres Länder d'Allemagne pour protéger le FDGO.
- Le Code pénal contient également des règles pour la protection de l'État. Selon lui, la tentative d'abolir l'ordre constitutionnel relève de la haute trahison, et est punie d'au moins 10 ans de prison. En outre, le dénigrement du président fédéral, de l'État, de ses symboles et de ses organes constitutionnels est punissable.
- Selon le décret radical, seules les personnes loyales à l'État peuvent être engagées comme fonctionnaires. Ce règlement est basé sur l' art. 33 par. 4 GG, selon lequel les fonctionnaires sont dans une relation de service et de fidélité.

## Citations
« Pour ma part, je suis d'avis qu'il n'appartient pas au concept de démocratie qu'elle-même crée les conditions de son élimination. (...) Il faut aussi avoir le courage d'être intolérant à l'égard de ceux qui veulent utiliser la démocratie pour la tuer. »

— Extrait du discours de Carlo Schmid, le 8. Septembre 1948 au Conseil parlementaire